# Лозовое (Харьковская область)
Лозовое (укр. Лозове), село, 
Новоолександровский сельский совет,
Великобурлукский район,
Харьковская область.
Код КОАТУУ — 6321483705. Население по переписи 2001 г. составляет 57 (25/32 м/ж) человек.

## Географическое положение
Село Лозовое находится рядом с истоком реки Сухой Бурлук, в 2-х км от сёл Красное и Полковничье.
В селе несколько запруд.

## История
- 1699 - дата основания.

## Экономика
- В селе есть молочно-товарная ферма.